# Молятичи
Молятичи (бел. Маляцічы) — агрогородок в составе Молятичского сельсовета Кричевского района Могилёвской области Республики Беларусь. Центр сельсовета. Расположен в 25 км на северо-запад от Кричева и в 129 км от Могилёва, в 16 км от станции Кричев I.

## История
Поселение известно из письменных источников с 1639 года как село Молетичи (Малетычи), центр имения, имелся костёл, церковь, порт на реке Черная, проводилась ярмарка, население — 13 дворов и 28 жителей.
Во время Северной войны (1700—1721) в конце августа 1708 года неподалёку от деревни на реке Чёрная Натопа российская армия под командованием Михаила Голицина атаковала авангард шведской армии и после ожесточённого боя потеснила его, но Голицын, узнав о подходе подкреплений к противнику, отступил. На Западе это событие известно как Сражение при Молятичах. Через месяц шведы были разбиты под Лесной. Упоминается в 1758 году как местечко во Мстиславском воеводстве Великого княжества Литовского.
После первого раздела Речи Посполитой центр оказалась в составе Российской империи, стала центром волости Чериковского уезда Могилёвской губернии. Поселение принадлежало епископу, затем митрополиту Станиславу Богуш-Сестренцевичу, потом вдове генерал-майора Богушевского. Богуш-Сестренцевич на собственные средства построил в деревне храм святого Станислава в виде уменьшенной копии собора Святого Петра в Риме, позже в 1835 году костёл был передан православной церкви. В статистическом описании губернии 1784 года поселение упоминается уже как местечко. В Отечественную войну 1812 года местечко было частично сожжено. В 1879 году открыта школа (народное училище), в которой 1889 году обучалось 55 мальчиков и 2 девочки. Часть селян занималась портняжным ремеслом. Каждый год 29 июня в день Святых Петра и Павла в местечке проводилась ярмарка.

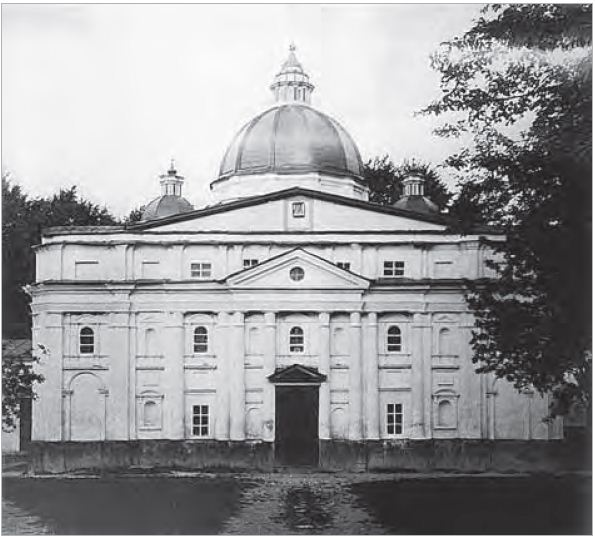
Костёл святого Станислава в начале XX века

Во время первой русской революции в 1905 году отмечены столкновения с полицией. В 1918 году созданы партийная ячейка и комбед. На базе дореволюционной, в селе открылась рабочая школа 2-й ступени. Дом местного помещика Полонского был отдан под Народный дом, а затем под школу. В июле 1918 года открыт детский сад. 21 февраля 1921 года создано сельскохозяйственное кредитное товарищество, а 2 ноября 1923 года кооперативное товарищество. В 1924 году в местечке и селе насчитывалось 844 жителя. В 1925 году начали свою работу отделения связи и ветеринарный пункт. В начале 1930-х годов организованы колхозы «Новая жизнь» (в 1932 году объединял 32 хозяйства) и «Красный пахарь» (в 1932 году объединял 31 хозяйство). В 1935 году работали — конная крупорушка (основана ещё в 1923 году), 3 кузницы, 2 шерстечёски, швейная артель. В 1936 году построен сельмаг. В 1940 году в деревне 502 жителя. С июля 1941 года до 1 октября 1943 года оккупирована немецко-фашистскими захватчиками. В 1942 году немцами замучено 75 местных жителей, а в сентябре 1943 года деревня сожжена и вместе с тем уничтожено 210 жителей. Освобождена 1 октября 1943 года войсками 50-й армии Брянского фронта. После войны отстроена.
В 2008 году деревня Молятичи преобразована в агрогородок.

## Население

### Численность
- 2009 год — 350 жителей

### Динамика
- 2009 год — 350 жителей

## Застройка
План Молятичи состоит из длительной, плавно изогнутой улицы с переулками, ориентированной с юго-запада на северо-восток. На юго-западе — обособленная участок усадебной застройки (бывшая деревня Шаевка). Застройка двусторонняя, индивидуальными домами усадебного типа. Общественные здания располагаются среди жилой застройки в центре главной улицы. Хозяйственный сектор — на западной окраине.

## Экономика
Ремонтные мастерские, пилорама.

## Памятные места
- Памятник землякам. Расположен в сквере. Установлен в память 330 землякам деревень Молятичского сельсовета, которые погибли в Великую Отечественную войну. В 1975 году поставлен памятник — скульптура воина с ребёнком, рядом доска с именами погибших.
- Кладбище: старые христианские; еврейское

### Утраченные объекты
- Костел Святого Станислава и кляштор доминиканцев (XVIII в.)